# Чука
Чука је насеље у Србији у општини Црна Трава у Јабланичком округу. Према попису из 2022. било је 8 становника.
Налази се не огранку Чемерника, недалеко од Власинскоr језера. Име је добило према облику стене недалеко од Дрндарских махала.

## Демографија
У насељу Чука живи 25 пунолетних становника, а просечна старост становништва износи 59,9 година (51,2 код мушкараца и 67,9 код жена). У насељу има 13 домаћинстава, а просечан број чланова по домаћинству је 1,92.
Ово насеље је у потпуности насељено Србима (према попису из 2002. године), а у последња три пописа, примећен је пад у броју становника.
|  |

| Демографија | Демографија | Демографија |
| Година      | Становника  | Становника  |
| ----------- | ----------- | ----------- |
| 1948.       | 91          |             |
| 1953.       | 83          |             |
| 1961.       | 73          |             |
| 1971.       | 57          |             |
| 1981.       | 39          |             |
| 1991.       | 31          | 30          |
| 2002.       | 25          | 25          |
| 2011.       | 13          |             |
| 2022.       | 8           |             |

| Етнички састав према попису из 2002.‍ | Етнички састав према попису из 2002.‍ | Етнички састав према попису из 2002.‍ | Етнички састав према попису из 2002.‍ | Етнички састав према попису из 2002.‍ |
| ------------------------------------ | ------------------------------------ | ------------------------------------ | ------------------------------------ | ------------------------------------ |
|                                      |                                      |                                      |                                      |                                      |
| Срби                                 | Срби                                 |                                      | 25                                   | 100,0%                               |

| Година пописа     | 1948. | 1953. | 1961. | 1971. | 1981. | 1991. | 2002. |
| ----------------- | ----- | ----- | ----- | ----- | ----- | ----- | ----- |
| Број домаћинстава | 22    | 21    | 27    | 21    | 17    | 14    | 13    |

| Број чланова      | 1 | 2 | 3 | 4 | 5 | 6 | 7 | 8 | 9 | 10 и више | Просек |
| ----------------- | - | - | - | - | - | - | - | - | - | --------- | ------ |
| Број домаћинстава | 5 | 4 | 4 | 0 | 0 | 0 | 0 | 0 | 0 | 0         | 1,92   |

| Пол    | Укупно | Неожењен/Неудата | Ожењен/Удата | Удовац/Удовица | Разведен/Разведена | Непознато |
| ------ | ------ | ---------------- | ------------ | -------------- | ------------------ | --------- |
| Мушки  | 12     | 4                | 6            | 0              | 2                  | 0         |
| Женски | 13     | 1                | 5            | 6              | 1                  | 0         |
| УКУПНО | 25     | 5                | 11           | 6              | 3                  | 0         |

| Пол    | Укупно                    | Пољопривреда, лов и шумарство | Рибарство                            | Вађење руде и камена | Прерађивачка индустрија       |
| ------ | ------------------------- | ----------------------------- | ------------------------------------ | -------------------- | ----------------------------- |
| Мушки  | 5                         | 0                             | 0                                    | 0                    | 2                             |
| Женски | 1                         | 0                             | 0                                    | 0                    | 0                             |
| УКУПНО | 6                         | 0                             | 0                                    | 0                    | 2                             |
| Пол    | Производња и снабдевање   | Грађевинарство                | Трговина                             | Хотели и ресторани   | Саобраћај, складиштење и везе |
| Мушки  | 1                         | 2                             | 0                                    | 0                    | 0                             |
| Женски | 0                         | 0                             | 0                                    | 1                    | 0                             |
| УКУПНО | 1                         | 2                             | 0                                    | 1                    | 0                             |
| Пол    | Финансијско посредовање   | Некретнине                    | Државна управа и одбрана             | Образовање           | Здравствени и социјални рад   |
| Мушки  | 0                         | 0                             | 0                                    | 0                    | 0                             |
| Женски | 0                         | 0                             | 0                                    | 0                    | 0                             |
| УКУПНО | 0                         | 0                             | 0                                    | 0                    | 0                             |
| Пол    | Остале услужне активности | Приватна домаћинства          | Екстериторијалне организације и тела | Непознато            | Непознато                     |
| Мушки  | 0                         | 0                             | 0                                    | 0                    | 0                             |
| Женски | 0                         | 0                             | 0                                    | 0                    | 0                             |
| УКУПНО | 0                         | 0                             | 0                                    | 0                    | 0                             |

## Порекло становништва
Ово село састоји се из следећих махала:
- Пејчиновци ( 22К),
- Радовинци (20к),
- Ракинци (9к),
- Грци (4к),
- Дрндари (6к),
- Диминци ( 8к ),
- Валог (2к) и
- Тесково (8к).

Пејчиновчани воде порекло из Рожине, недалеко од Ниша. Стога их зову Рогљанцима. Радовинчани, Платнарчани и Тесковчанн су из Страгара код Крагујевца, Ракинчани и Дрндарчани су из Мелне.